# Cascade du Dard (Suisse)
Pour les articles homonymes, voir Cascade du Dard.
La cascade du Dard est une cascade de la rivière du Nozon, haute de 20 mètres, située à Croy, dans les gorges du Nozon et faisant partie du parc naturel régional Jura vaudois.

## Présentation
La cascade est constituée d'un saut et d'un bassin de 80 m2 environ.